# Gudatun
Gudatun (kinesiska: 谷大屯, 谷大屯乡) är en socken i Kina. Den ligger i provinsen Shanxi, i den norra delen av landet, omkring 310 kilometer nordost om provinshuvudstaden Taiyuan.
Genomsnittlig årsnederbörd är 599 millimeter. Den regnigaste månaden är juli, med i genomsnitt 154 mm nederbörd, och den torraste är januari, med 3 mm nederbörd.